# Chedima
Chedima és un gènere d'aranyes araneomorfes de la família dels família dels palpimànids (Palpimanidae). Fou descrit per primera vegada l'any 1873 per Simon.
Chedima purpurea, segons el World Spider Catalog amb data de desembre de 2018, és l'única espècie d'aquest gènere i és endèmica del Marroc.